# سلیم پیشانی‌سیاه
 سلیم پیشانی‌سیاه (Elseyornis melanops) گونه‌ای سلیم کوچک و باریک اندام است که در استرالیا و نیوزلند زندگی می‌کند. این پرنده بیشتر در تالاب‌های نو، سواحل دریاچه‌ها و مانداب‌ها و مناطق کم عمق حوضچه‌های موقتی و رسی زندگی می‌کند. سلیم پیشانی‌سیاه به ندرت در گِل‌زارهای شور و مصب رودخانه‌ها دیده شده است.

## نگارخانه

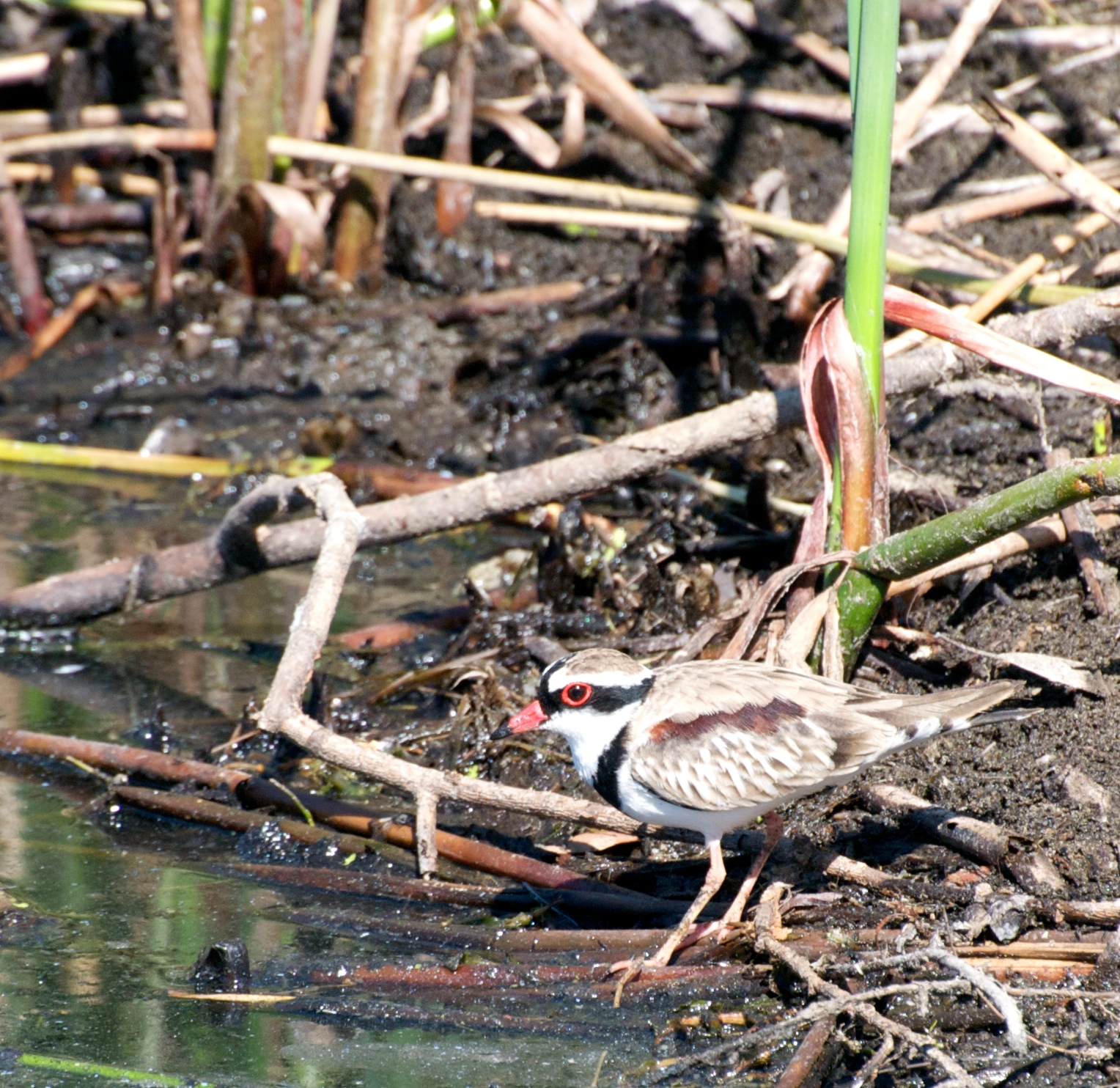
در استرالیا
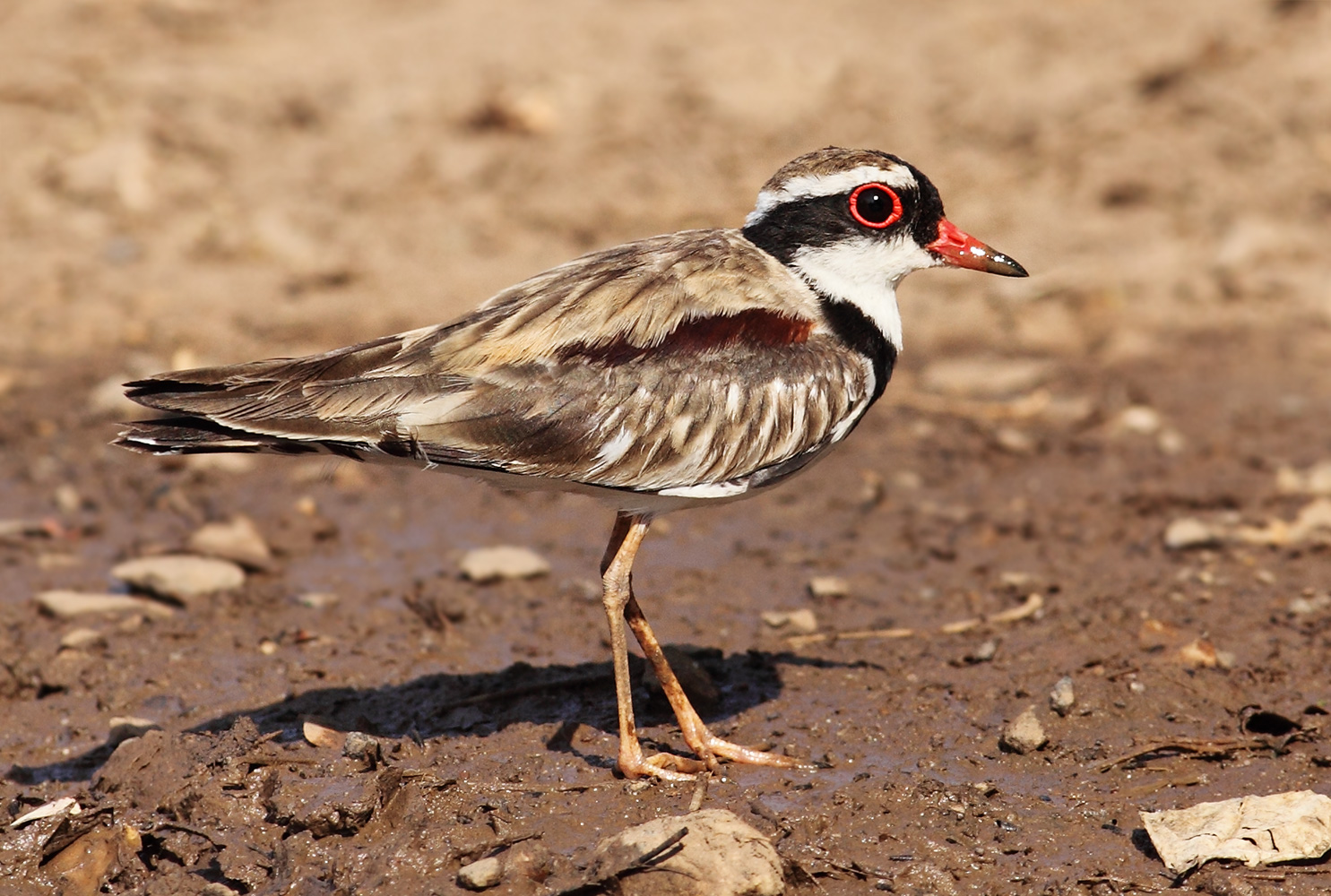
در استرالیا
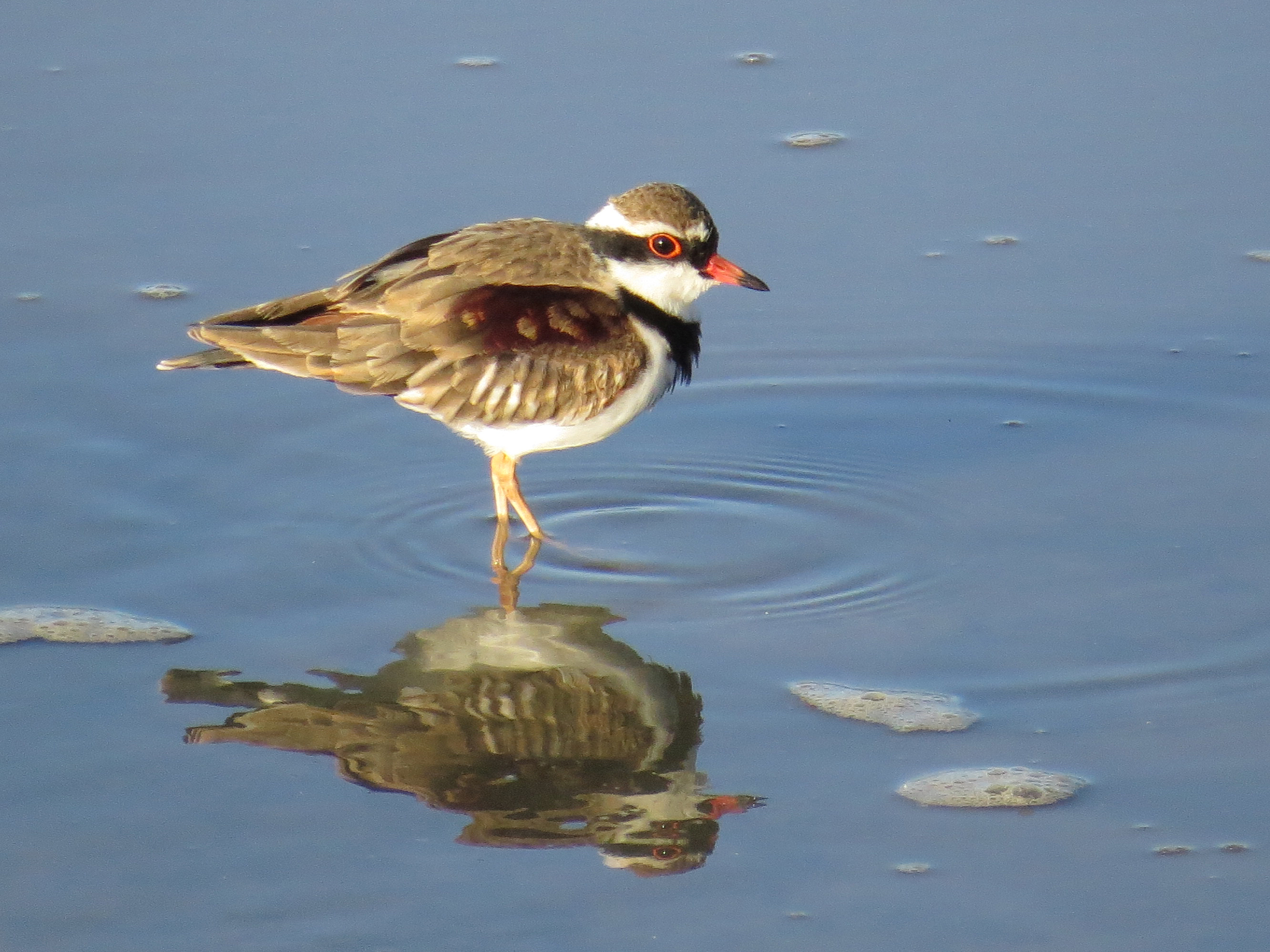
در استرالیا
- در استرالیا